# Force aérienne de combat
Pour les articles homonymes, voir FAC.
La Force aérienne de combat (FAC) française est l'ensemble de tous les avions de combat de défense aérienne, d'assaut et de reconnaissance (Mirage, Rafale, Transall, etc.).

## Composition
De nos jours[Quand ?], l'Armée de l'air et l'aéronavale sont en possession de 420 avions de combat en parc et 360 en ligne.
Les avions en ligne sont ceux qui sont affectés en unités de combat qui peuvent être des escadrons ou des flottilles, qu'ils soient disponibles ou non. 
Les avions en parc comprennent tous les avions en ligne, plus ceux stockés en réserve et ceux en maintenance ou révision de longue durée.